# Mostra de Venise 2010
La Mostra de Venise 2010 — ou la 67e édition de la Mostra de Venise ou encore la 67e édition du Festival international du film de Venise (en italien : 67ª edizione della Mostra internazionale d'arte cinematografica) — est un festival de cinéma international qui s'est tenu à Venise en Italie du 1er septembre au 11 septembre 2010.
Le président du jury était le réalisateur américain Quentin Tarantino. Le festival s'est achevé par la remise du Lion d'or au film Somewhere de Sofia Coppola.

## Jury
- Jury International de la compétition : Quentin Tarantino (président, États-Unis), Guillermo Arriaga (Mexique), Ingeborga Dapkunaite (Lituanie), Arnaud Desplechin (France), Danny Elfman (États-Unis), Luca Guadagnino (Italie), Gabriele Salvatores (Italie)
- Section Orizzonti : Shirin Neshat, (Présidente du Jury), Raja Amari, Pietro Marcello, Alexander Horwatz
- Prix Luigi de Laurentiis : Fatih Akin (Président du Jury), Stanley Kwan, Samuel Maoz, Jasmine Trinca, Nina Lath Gupta

## Films sélectionnés

### En compétition
| Titre                                                                  | Réalisation            | Pays             | Distribution |
| ---------------------------------------------------------------------- | ---------------------- | ---------------- | --- |
| Black Swan (film d'ouverture)                                          | Darren Aronofsky       | États-Unis       | Natalie Portman, Vincent Cassel, Mila Kunis, Winona Ryder, Barbara Hershey, Benjamin Millepied, Sebastian Stan                |
| La pecora nera                                                         | Ascanio Celestini      | Italie           | Ascanio Celestini, Maya Sansa                                                                                                 |
| Somewhere                                                              | Sofia Coppola          | États-Unis       | Stephen Dorff, Elle Fanning, Laura Chiatti, Michelle Monaghan, Chris Pontius                                                  |
| Happy Few                                                              | Antony Cordier         | France           | Marina Foïs, Élodie Bouchez, Nicolas Duvauchelle, Roschdy Zem                                                                 |
| La Solitudes des nombres premiers (La Solitudine dei numeri primi)     | Saverio Costanzo       | Italie           | Alba Rohrwacher, Luca Marinelli, Isabella Rossellini                                                                          |
| Le Dernier Voyage de Tanya (Ovsyanki), titre alternatif : Silent souls | Aleksei Fedorchenko    | Russie           | Igor Sergueïev, Iouri Tsourilo, Youlia Aoug, Viktor Soukhoroukov                                                              |
| Promises Written in Water                                              | Vincent Gallo          | États-Unis       | Vincent Gallo, Delfine Bafort, Sage Stallone                                                                                  |
| Road to Nowhere                                                        | Monte Hellman          | États-Unis       | Shannyn Sossamon, Tygh Runyan, Dominique Swain, Cliff De Young, John Diehl, Waylon Payne                                      |
| Essential Killing                                                      | Jerzy Skolimowski      | Pologne          | Vincent Gallo, Emmanuelle Seigner                                                                                             |
| Balada triste (Balada triste de trompeta)                              | Álex de la Iglesia     | Espagne / France | Carlos Areces, Antonio de la Torre, Carolina Bang                                                                             |
| Vénus noire                                                            | Abdellatif Kechiche    | France           | Yahima Torres, André Jacobs, Olivier Gourmet, François Marthouret, Elina Löwensohn                                            |
| Santiago 73, post mortem                                               | Pablo Larraín          | Chili            | Alfredo Castro, Antonia Zegers, Jaime Vadell, Amparo Noguera                                                                  |
| Le Monde de Barney (Barney's Version)                                  | Richard J. Lewis       | Canada           | Paul Giamatti, Rosamund Pike, Rachelle Lefèvre, Dustin Hoffman, Scott Speedman, Minnie Driver, Bruce Greenwood                |
| Frères d'Italie (Noi credevamo)                                        | Mario Martone          | Italie           | Luigi Lo Cascio, Valerio Binasco, Toni Servillo, Francesca Inaudi                                                             |
| La passione                                                            | Carlo Mazzacurati      | Italie           | Silvio Orlando, Giuseppe Battiston, Kasia Smutniak                                                                            |
| 13 Assassins                                                           | Takashi Miike          | Japon            | Kōji Yakusho, Hiroki Matsukata, Sōsuke Takaoka                                                                                |
| Miral                                                                  | Julian Schnabel        | France           | Freida Pinto, Hiam Abbass, Yasmine Al Massri, Alexander Siddig, Willem Dafoe, Vanessa Redgrave                                |
| Potiche                                                                | François Ozon          | France           | Catherine Deneuve, Gérard Depardieu, Fabrice Luchini, Karin Viard, Judith Godrèche, Jérémie Renier, Élodie Frégé, Sergi Lopez |
| La Dernière Piste (Meek's Cutoff)                                      | Kelly Reichardt        | États-Unis       | Michelle Williams, Bruce Greenwood, Will Patton, Zoe Kazan, Paul Dano, Shirley Henderson                                      |
| La Ballade de l'impossible                                             | Trần Anh Hùng          | Japon            | Kenichi Matsuyama, Rinko Kikuchi, Kiko Mizuhara, Tetsuji Tamayama                                                             |
| Attenberg                                                              | Athina Rachel Tsangari | Grèce            | Ariane Labed, Vangelis Mourikis, Evangelia Randou, Yorgos Lanthimos                                                           |
| Détective Dee : Le Mystère de la flamme fantôme (Di Renjie)            | Tsui Hark              | Chine            | Andy Lau, Fan Bingbing, Tony Leung Ka-fai, Lu Yao, Jinshan Liu                                                                |
| Trois (Drei)                                                           | Tom Tykwer             | Allemagne        | Sophie Rois, Sebastian Schipper, Devid Striesow                                                                               |

## Palmarès

### Palmarès officiel[1],[2]
- Lion d'or : Somewhere de Sofia Coppola
- Grand prix du jury : Essential Killing de Jerzy Skolimowski
- Lion d'argent du meilleur réalisateur : Álex de la Iglesia pour Balada triste
- Coupe Volpi pour la meilleure interprétation féminine : Ariane Labed pour Attenberg d'Athina Rachel Tsangari
- Coupe Volpi pour la meilleure interprétation masculine : Vincent Gallo pour Essential Killing de Jerzy Skolimowski
- Prix Osella pour la meilleure contribution technique : Michael Krichman pour la photographie d'Ovsyanki (Silent Souls) d'Aleksei Fedorchenko
- Prix Osella pour le meilleur scénario : Álex de la Iglesia pour Balada triste
- Prix Marcello-Mastroianni du meilleur jeune interprète : Mila Kunis pour Black Swan de Darren Aronofsky
- Prix spécial du jury pour l'ensemble de la carrière : Monte Hellman
- Lion d'or d'honneur : John Woo

### Autres prix
- Prix Robert-Bresson (décerné par l'Église catholique) : Mahamat Saleh Haroun[3]